# Podocampa
Podocampa és un gènere de diplurs de la família Campodeidae. Hi ha 18 espècies descrites en Podocampa.

## Taxonomia
- Podocampa bottimeri Conde & Geeraert, 1962 i c g
- Podocampa brolemanni Denis, 1932 g
- Podocampa cardini Silvestri, 1932 g
- Podocampa ceballosi Silvestri, 1932 g
- Podocampa cerrutii Conde, 1975 g
- Podocampa confinis Conde & Geeraert, 1962 i c g
- Podocampa fragiliformis Conde, 1954 g
- Podocampa fragiloides Silvestri, 1932 g
- Podocampa iglesiasi Silvestri, 1932 g
- Podocampa inveterata Allen, 1993 i c g
- Podocampa jeanneli Condé, 1947 g
- Podocampa jorgei Wygodzinski, 1944 g
- Podocampa labeosa Conde & Geeraert, 1962 i c g
- Podocampa moroderi Silvestri, 1932 g
- Podocampa seabrai Wygodzinski, 1944 g
- Podocampa simonini Conde, 1956 g
- Podocampa spenceri (Silvestri, 1933) i c g
- Podocampa vicina Conde and Geeraert, 1962 i c g

Fonts de les dades: i = ITIS, c = Catalogue of Life, g = GBIF, b = Bugguide.net